# Vocabulario da Lingoa de Iapam

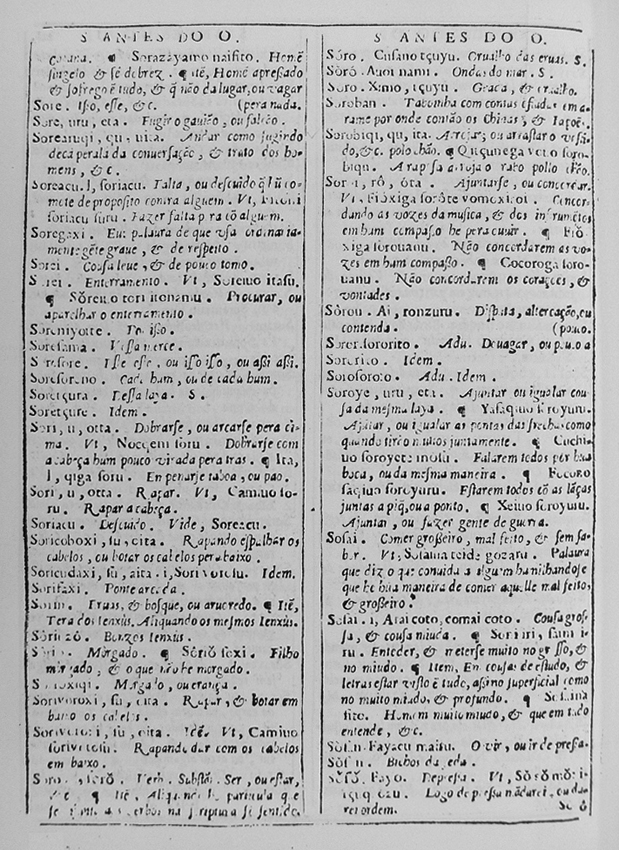
Beispielblatt aus dem Vocabulario da Lingoa de Iapam

Das Vocabulario da Lingoa de Iapam com Adeclaração em Portugues (Vokabular der japanischen Sprache mit portugiesischen Erklärungen), in Japan als Nippo Jisho (日葡辞書, Japanisch-Portugiesisches Wörterbuch) bekannt, ist ein 1603 von den der  Societas Jesu in Nagasaki gedrucktes bahnbrechendes Wörterbuch.

## Kompilation und Publikation
Anders als bei den Geschäften der Kaufleute, die mit einem Minimum an Vokabeln auskamen, spielten Kenntnisse der Landessprache bei den europäischen Missionaren in Japan eine überaus wichtige Rolle, weshalb man in der Gesellschaft Jesu schon bald nach Anlandung des Pioniers Francisco de Xavier im Jahre 1549 mit Sprachstudien begann. Vermutlich legten die Pater persönliche Glossare mit Vokabeln und Redewendungen an, die sie austauschten, verbesserten und Neuankömmlingen zur Verfügung stellten. Soweit aus der Korrespondenz ersichtlich, arbeitete man 1581 in Funai (heute Ōita) und 1585 im Seminar von Arima (heute Minami-Shimabara) an einem japanisch-portugiesischen Glossar. Nach dem Eintreffen einer europäischen Druckpresse im Jahre 1591 war man dann in der Lage, japanische Texte in lateinischen Lettern zu drucken.
1595 erschien ein Lateinisch-Portugiesisch-Japanisches Wörterbuch, bei dem man das berühmte Wörterbuch des italienischen Lexikographen Ambrogio Calepino um japanische Übersetzungen erweitert hatte. Zwischen 1604 und 1608 wurde dann eine bahnbrechende Grammatik Arte da Lingoa de Iapam gedruckt, die João Rodrigues, ein hervorragender Kenner der Sprache und Kultur erstellt hatte. Höchstwahrscheinlich war es Rodrigues (ca. 1561/62–1633), der die Federführung bei der Kompilation des japanisch-portugiesischen Wörterbuches innehatte. Die Vorbereitungen, an denen japanische Christen beteiligt waren, zogen sich über viele Jahre hinweg. 1603 wurde der Band in Nagasaki, dem wichtigsten Stützpunkt der Jesuiten in Japan, gedruckt und im folgenden Jahr um ein „Supplemento“ erweitert.
Die Auflagenstärke der ersten Ausgabe von 1603 ist nicht bekannt. Viele Bände fielen der sich in jenen Jahren verschärfenden Verfolgung des Christentums zum Opfer. Heute sind nur noch vier Exemplare bekannt. 1630 wurde in Manila eine spanische Version publiziert, und im 19. Jahrhundert gab Leon Pagès eine französische Edition heraus. Die japanische Übersetzung von 1980 ist nützlich bei der Suche nach den chinesischen Schriftzeichen. Die Ausgabe von 1603 erschien 1960 im japanischen Iwanami-Verlag als Faksimile-Druck, eine weitere Reproduktion gab der Verlag Benseisha in den Jahren 1973 und 1975 heraus.

## Inhalt
Das „Vocabvlario da Lingoa de Iapam“ umfasst 32 293 Stichwörter, die in lateinischen Lettern transliteriert und gemäß der damaligen portugiesischen Konventionen alphabetisch geordnet wurden. Regionale Unterschiede zwischen dem Raum Kyūshū und der Region um Kyōto wurden ebenso berücksichtigt wie Unterschiede zwischen der Umgangs- und Schriftsprache. Frauensprache, Kindersprache, Vulgärformen und buddhistische Termini sind ebenfalls als solche gekennzeichnet.
Während viele Japanreisende des 17. und 18. Jahrhunderts wie Engelbert Kaempfer oder Carl Peter Thunberg bei der Aufzeichnung japanischer Wörter lediglich ihre lautlichen Eindrücke in lateinischen Buchstaben festhielten, berücksichtigten die Jesuiten in ihrer Transliteration die morphologische Struktur und die Silbenschriftzeichen des Japanischen und entwickelten lange vor dem heute verbreiteten System von James Curtis Hepburn (1815–1911) ein strukturiertes und rasch erlernbares System. Es spiegelt phonetische Besonderheiten der mitteljapanischen Sprache wider und ist für Sprachhistoriker von großem Wert. Heute nutzen auch japanische Lexika und Wörterbücher das „Vocabulario“ als Referenzwerk für erstmalige Belege bestimmter Wörter.

## Editionen
- Vocabvlario da Lingoa de Iapam com Adeclaração em Portugues ... feito por algvns Padres e Irmaõs da Companhia de Iesu. Nangasaqui: Companhia de Iesu, 1603.
- Vocabvlario de Iapon declarado primero en portvgves por los Padres de la Compania de Iesvs de aquel reyno, y agora en castellano en el Colegio de Santo Tomas de Manila. En Manila por Tomas Pinpin, y Iacinto Magauriua: Ano de 1630.
- Léon Pagès: Dictionnaire japonais-francais traduit du Dictionnaire japonais-portugais composé par les Missionnaires de la Compagnie de Jésus. Paris : Benjamin Duprat, 1868 (online MDZ München = Google Books).
- Doi, Tadao / Morita, Takeshi / Chōnan, Minoru: Hōyaku Nippo Jisho. Tōkyō: Iwanami Shoten, 1980.